# Попова криниця (пам'ятка природи, Любомльський район)
Попо́ва крини́ця — гідрологічна пам'ятка природи місцевого значення в Україні. Розташована в межах Головненської селищної територіальної громади Ковельського району Волинської області, у південній частині селища Головне.
Площа 0,1 га. Статус надано 1977 року за рішенням Волинського облвиконкому від 26.09.1977 № 468-р. Перебуває у віданні Головненської селищної ради.
Статус надано з метою збереження водного джерела, яке має кришталево-чисту воду, багату на мінеральні солі, і яке є одним з наповнювачів річки Нережа (впадає у оз. Велике Згоранське).

## Галерея

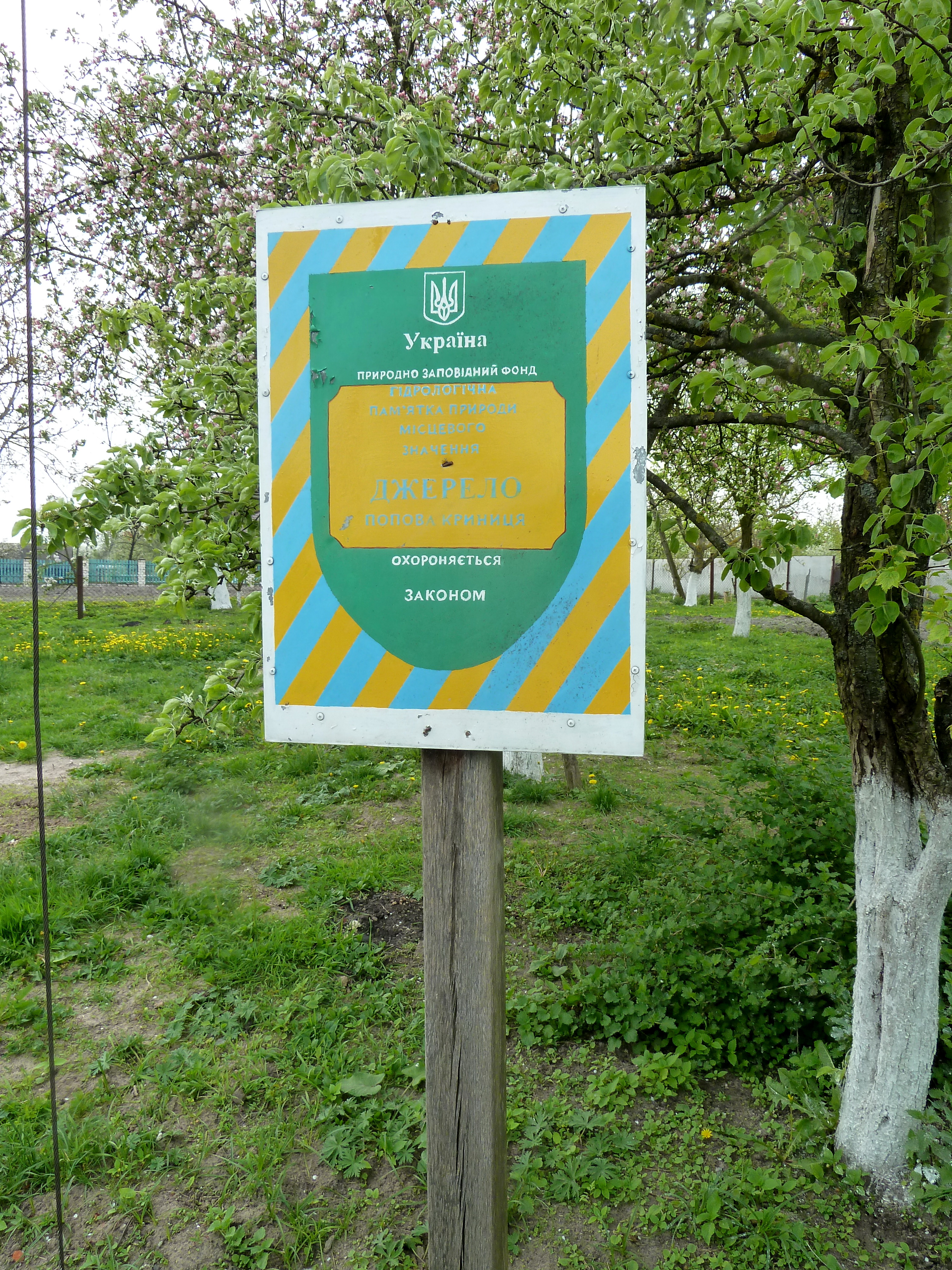
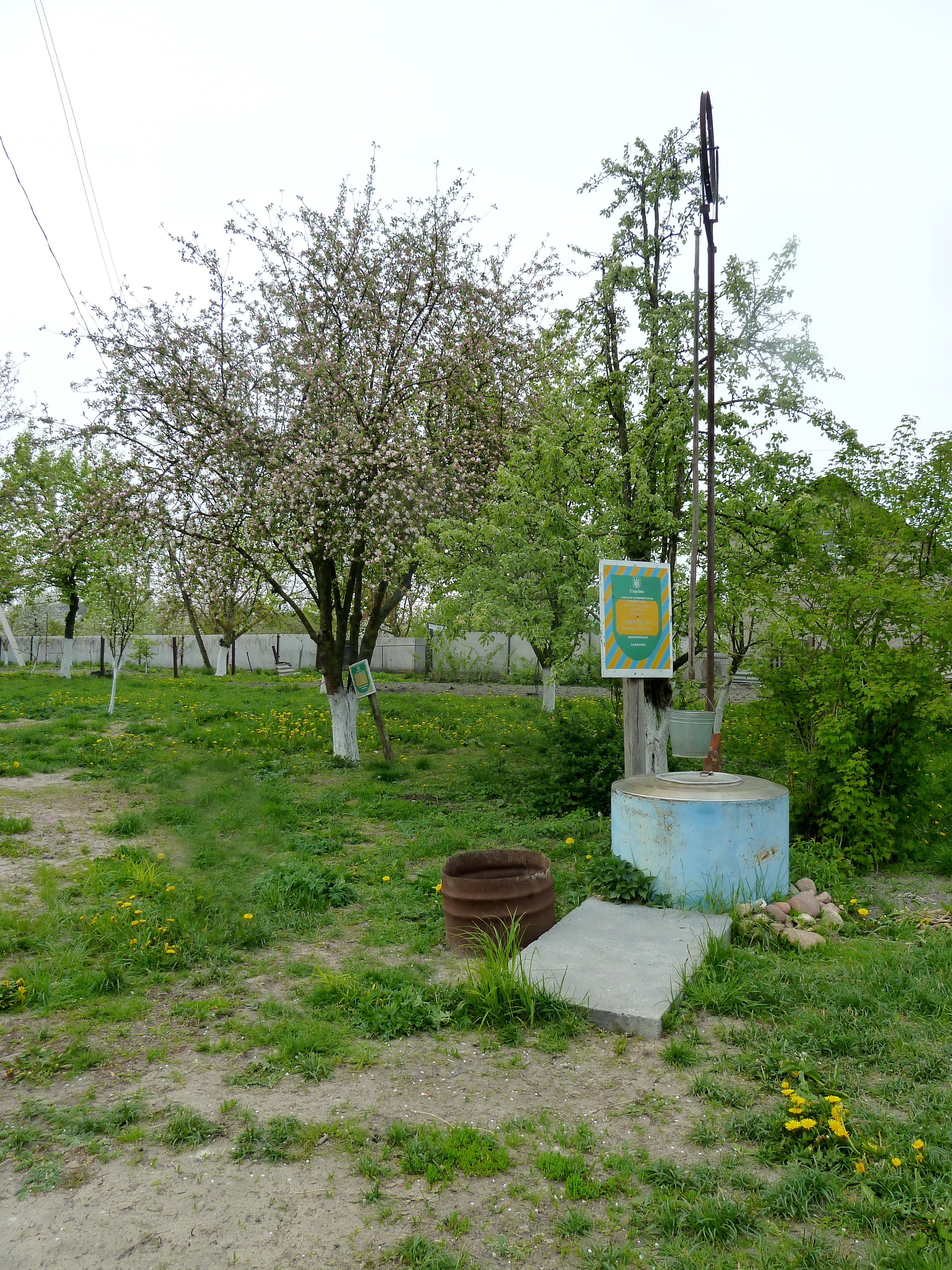
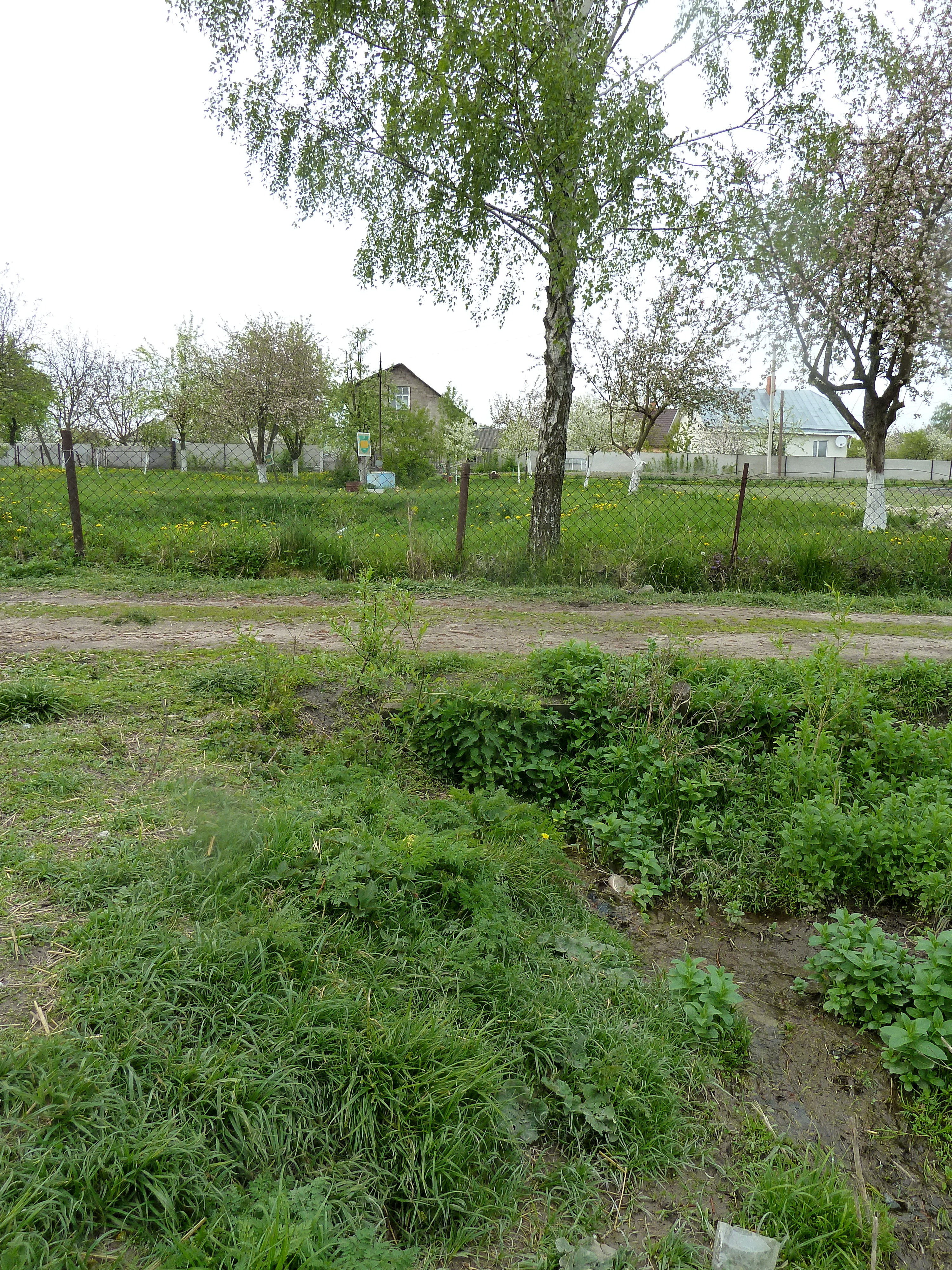